# SMS Zrínyi
El SMS Zrínyi fue un acorazado pre-dreadnought (Schlachtschiff) de la clase Radetzky de la Armada austrohúngara (K.u.K. Kriegsmarine), recibía su nombre en honor al noble húngaro de orígenes croatas Miklós Zrínyi. Posteriormente, fue designado USS Zrínyi por la Armada de los Estados Unidos tras finalizar la Primera Guerra Mundial.

## Historial
Su quilla, fue puesta en grada el 15 de noviembre de 1908, en el Stabilimento Tecnico de Trieste. Fue botado el 12 de abril de 1910, y finalizaron sus obra en julio de 1911.
Durante la Primera Guerra Mundial, el Zrínyi sirvió con la segunda división de acorazados de la armada Austrohúngara y tomó parte en el bombardeo del puerto de Ancona (Italia) el 24 de mayo de 1915. Aunque los aliados tenían el control del estrecho de Otranto lo que implicaba que la armada Austrohúngara, se veía limitada a operar en el mar Adriático. No obstante, la presencia de la armada austrohúngara, obligó a mantener una fuerza substancial aliada en la zona.
Tras el colapso del imperio en 1918, los austriacos, buscaron el entregar sus buques a los estados de Croacia, Eslovenia y Serbia, que posteriormente, formarían el reino de Yugoslavia para evitar que los italianos se apoderaran de los buques. Sin embargo, los aliados, rehusaron reconocer las conversaciones entre los aliados y los estados eslavos del sur.
El Zrínyi fue entregado aparentemente a los estados eslavos del sur, y fue el un oficial croata, el Korvettenkapitän Marijan Polić, quien entregó el buque como botín de guerra a los representantes de la Armada de los Estados Unidos en la tarde del 22 de noviembre de 1919 en Spalato (conocida en la actualidad como Split) en Dalmacia. Simultáneamente, fue dado de alta como USS Zrínyi y el teniente E.E. Hazlett, de la Armada de los Estados Unidos, asumió el mando. La dotación inicial estadounidense, consistió en cuatro oficiales y 174 tripulantes, posteriormente, la dotación, estaría compuesta de personal de la reserva naval de los Estados Unidos.
El Zrínyi permaneció anclado en Spalato durante las negociaciones, hasta que se determinara cual sería su destino. En este periodo, solo en una ocasión encendió sus calderas, y fue durante un severo temporal que golpeó Spalato el 9 de febrero de 1920.
En la mañana del 7 de noviembre de 1920, el Zrínyi fue dado de baja. El USS Chattanooga lo tomó a remolque asistido por los destructores USS Brooks y USS Hovey, que lo trasladaron hasta Papaja, Italia. Bajo los términos del Tratado de Versalles y del Tratado de Saint-Germain-en-Laye, el Zrínyi fue entregado al gobierno de Italia en Venecia, tras lo cual, se procedió a su desguace.